# Jhon Valoyes
Jhon Valoyes Córdoba, né le 18 octobre 1984 à Quibdó dans le Chocó, est un athlète colombien, spécialiste du sprint.
Il remporte le titre dans les deux relais lors des Championnats d'Amérique du Sud d'athlétisme 2009.